# Gymnomitrion obtusatum
Gymnomitrion obtusatum là một loài Rêu trong họ Gymnomitriaceae. Loài này được (Lindb.) Pearson mô tả khoa học đầu tiên năm 1880.